# Душанка Дуда Антонијевић
Душанка Дуда Антонијевић (Београд, 5. фебруар 1924 — Београд, 26. септембар 1984) била је југословенскa и српска филмска и позоришна глумица.

## Филмографија
| Год.  | Назив         | Улога \|- style="background: Lavender; text-align:center; " | 1960.-те | 1960.-те | 1960.-те | 1960.-те |
| 1962. | Чудна девојка | /                                                           |          |          |          |          |
| 1966. | Повратак      | /                                                           |          |          |          |          |
| 1967. | Буђење пацова | Крсманова жена (као Сека Антонијевић)                       |          |          |          |          |
| 1969. | Заседа        | /                                                           |          |          |          |          |